# Danse Macabre (Grimm)
Danse Macabre (conocido como El Violinista de Hamelín en Latinoamérica) es el quinto episodio de la primera temporada de la serie de televisión estadounidense Grimm. Escrito por David Fury y dirigido por Fred Keller. El episodio se estrenó originalmente el 9 de diciembre del año 2011 por la cadena de televisión NBC. En América Latina el episodio se estrenó el 16 de enero de 2012 por Universal Channel. En este episodio Nic y Hank investigan el homicidio de un maestro de secundaria, mientras descubre lentamente que como Grimm no puede seguir relacionándose con las criaturas del mundo. 

## Argumento
En una fiesta organizada en una Rave, un maestro de música trata de retirarse a su hogar luego de una larga clase. Al llegar su auto es atacado por muchas ratas que le impiden salir de su auto. Nick y Hank son llamados para investigar el homicidio encontrando el cadáver del maestro devorado casi en su totalidad por las ratas. Mientras entrevistan a los alumnos del maestro, los detectives consiguen a un sospechoso Roddy Reigen, un alumno algo problemático y con una relación tensa con el fallecido. Cuando tratan de interrogar a Roddy, aparece su padre, el Sr. Reigen, quien sin ser acusado del homicidio del maestro lo niega todo y trata de agredir a Hank. Roddy aprovecha la distracción para huir, pero es detenido por Nick y descubre que el muchacho trataba de huir de él porque es un Grimm. 
Sin encontrar evidencia que culpen a los Reigen del homicidio más que las ratas enjauladas en su hogar y de enterarse de que el alter ego de Roddy es de un reconocido DJ de Raves llamado "Malditus Gato". Los detectives dejan ir a Roddy pero mantienen cautivo al Sr. Reigen por intentar agredir a un oficial. Un enfurecido Roddy decide confrontar a Sarah Jessup (su exnovia) para advertirle las sospechas que tiene de su actual novio y sus amigos como los responsables del homicidio. Sarah se rehúsa a creerle y las cosas se complican más cuando la Sra. Jessup denuncia a Roddy con la policía al creer que el muchacho está acosando a su hija. Sin poder razonar con Roddy por su evidente falta de confianza en un Grimm. Nick manda a Monroe al hogar del muchacho con la esperanza de que ambas criaturas se comprendan. 
Al llegar a su casa, Nick accidentalmente asusta a un mecánico que se encontraba arreglando el refrigerador, luego de darse cuenta de que es una criatura. Monroe accede a obedecer el consejo de Nick y consigue calmar a Roddy. Desafortunadamente cuando el Blutbad se retira, Roddy recibe una llamada de un hospital, donde se le informa que su padre ha entrado en un estado de coma. La noticia enloquece de ira al muchacho quien planea vengarse de los responsables enviando un mensaje como el malditus Gato a los muchachos y traerlos a una Rave abandonada. Acto seguido quema su hogar y libera a sus cientos de ratas para planear su venganza. 
Nick y Hank no tardan en enterarse del incendio en la residencia Reigen y como consecuencia sospechan que Roddy esté planeando cometer algún crimen. Consultando a los padres de las posibles víctimas los detectives comprueban que los alumnos del club de música son los objetivos de Roddy y gracias a que Sarah dejó olvidado su celular, Nick y Hank se enteran de la dirección y van alcanzar a los adolescentes. En la Rave abandonada, Roddy revela su identidad como Malditus Gato a los chicos y consegue que los mismos confiesen el crimen que cometieron con el maestro. Sarah es la única que se sorprende por la confesión, lo que quiere decir que es inocente. No obstante Roddy no parece darse cuenta y comienza a mandar a cientos de ratas para matar a los chicos. Antes de que Sarah muera por las ratas, aparecen Nick y Hank y rescatan a los chicos. Dándose cuenta del acto que estuvo a punto de cometer, Roddy trata de entregarse a Nick, pero el Grimm le comenta que como nadie salió herido no tiene motivos para arrestarlo. 
Al día siguiente, el técnico que Nick asustó regresa a la casa del detective aprovechando que el mismo no se encuentra en casa para llevarse sus herramientas y no volver a toparse con él nunca más. Juliette cree que el hombre fue arrestado por su novio, y asume que de ahí se debe el temor irracional que demuestra. Aunque queda más confundida cuando el técnico la acusa de estar burlándose de él.

## Elenco
- Dave Giuntoli como Nick Burkhardt.
- Russell Hornsby como Hank Griffin.
- Bitsie Tulloch como Juliette Silverton.
- Silas Weir Mitchell como Eddie Monroe.
- Sasha Roiz como el capitán Renard.
- Reggie Lee como el sargento Wu.

## Producción
El argumento del episodio está basado en el cuento de El flautista de Hamelín, un relato de los hermanos Grimm. 
La pieza que tocan los estudiantes en la clase y que toca Robby a las ratas enjauladas es la Danza Macabra de Camille Saint Saëns.

### Continuidad
- Adalind invita a Hank a una cena en muestra de gratitud por haberla salvado de Melissa Wincrof en Beeware.
- Nick está descubriendo que como Grimm, sus relaciones con todas las criaturas del mundo no siempre serán buenas. Este episodio también marca el debut de Bud un mecánico Wesen.

## Recepción
En su semana de estreno para los Estados Unidos Danse Macabre fue visto por 4.090 000 de espectadores.